# Epimyrma algeriana
Epimyrma algeriana é uma espécie de formiga da família Formicidae. É endémica da Argélia.